# Samuel Augustus Bridges

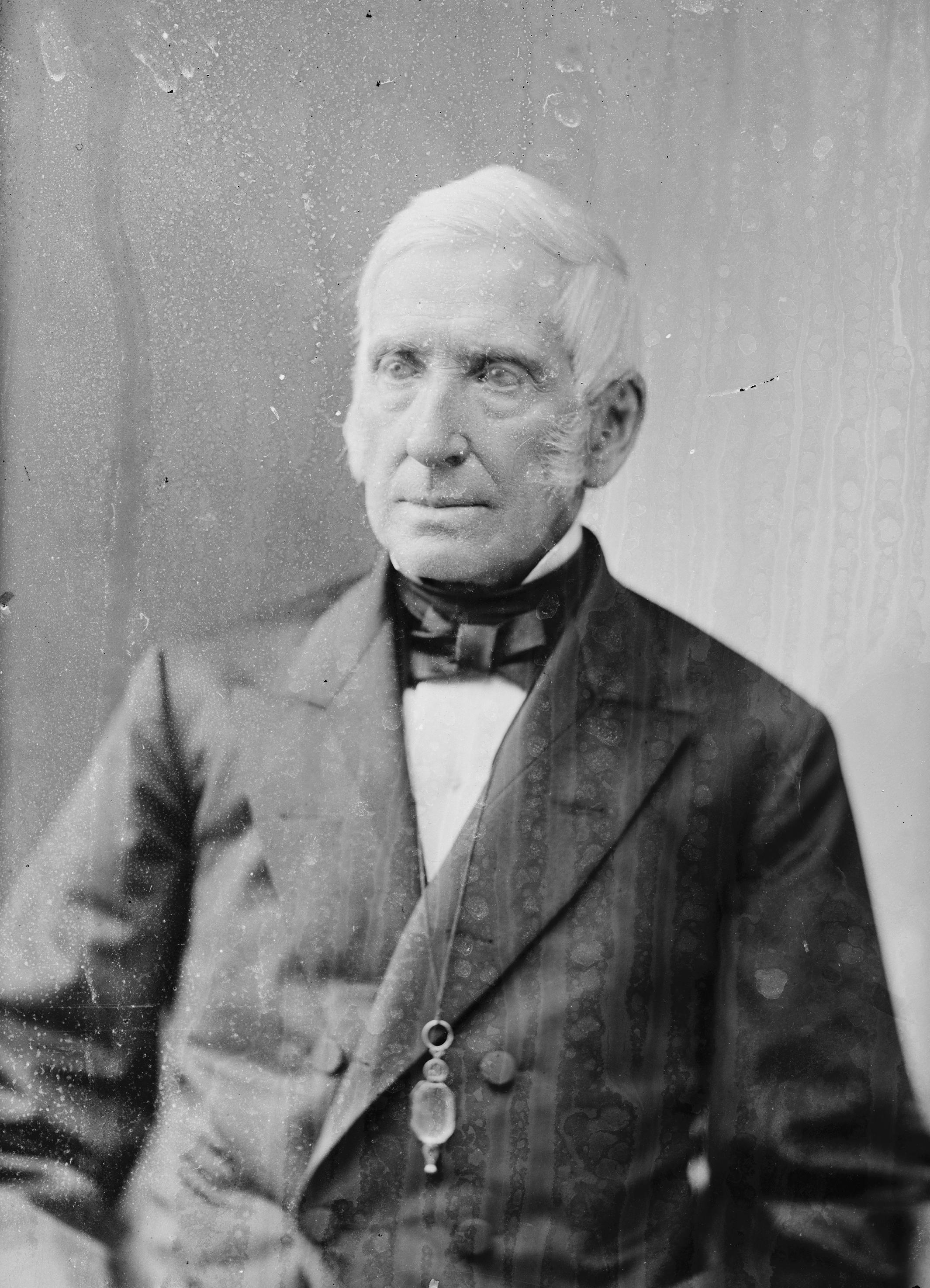
Samuel Augustus Bridges

Samuel Augustus Bridges (* 27. Januar 1802 in Colchester, Connecticut; † 14. Januar 1884 in Allentown, Pennsylvania) war ein US-amerikanischer Politiker. Zwischen 1848 und 1879 vertrat er mehrfach den Bundesstaat Pennsylvania im US-Repräsentantenhaus.

## Leben
Samuel Bridges genoss eine akademische Schulausbildung. Bis 1826 besuchte er das Williams College in Williamstown (Massachusetts). Nach einem anschließenden Jurastudium und seiner 1829 erfolgten Zulassung als Rechtsanwalt begann er in Doylestown in diesem Beruf zu arbeiten. Im Jahr 1830 verlegte er seinen Wohnsitz und seine Anwaltskanzlei nach Allentown. Zwischen 1837 und 1842 war er dort als Town Clerk städtischer Angestellter. Gleichzeitig amtierte er von 1842 bis 1844 als stellvertretender Bezirksstaatsanwalt im Lehigh County. Politisch wurde er Mitglied der Demokratischen Partei. Im Jahr 1841 nahm er als Delegierter am regionalen Parteitag der Demokraten für Pennsylvania teil.
Nach dem Tod des Abgeordneten John Westbrook Hornbeck wurde Bridges bei der fälligen Nachwahl für den sechsten Sitz von Pennsylvania als dessen Nachfolger in das US-Repräsentantenhaus in Washington, D.C. gewählt, wo er am 6. März 1848 sein neues Mandat antrat. Da er bei den regulären Wahlen dieses Jahres auf eine erneute Kandidatur verzichtete, konnte er bis zum 3. März 1849 zunächst nur die laufende Legislaturperiode im Kongress beenden.
Bei den Kongresswahlen des Jahres 1852 wurde Bridges im siebten Wahlbezirk seines Staates erneut in den Kongress gewählt, wo er am 4. März 1853 John Alexander Morrison ablöste. Da er im Jahr 1854 nicht bestätigt wurde, konnte er bis zum 3. März 1855 nur eine Legislaturperiode im Repräsentantenhaus verbringen. Diese war von den Ereignissen im Vorfeld des Bürgerkrieges geprägt. In den folgenden Jahren zog sich Bridges aus der Politik zurück und praktizierte wieder als Anwalt.
Er kehrte erst Mitte der 1870er Jahre wieder auf die politische Bühne zurück. Bei den Kongresswahlen des Jahres 1876 wurde er im zehnten Bezirk von Pennsylvania noch einmal in den Kongree gewählt, wo er am 4. März 1877 die Nachfolge von William Mutchler antrat. Nach dem endgültigen Ende seiner Zeit im US-Repräsentantenhaus betätigte sich Samuel Bridges wieder als Rechtsanwalt. Er starb am 14. Januar 1884 in Allentown.